# Le Troisième Reich
Pour l'État allemand nazi de 1933 à 1945, voir Troisième Reich.
Le Troisième Reich (en espagnol El Tercer Reich) est un roman de l'écrivain chilien Roberto Bolaño (1953-2003), écrit en 1989 et publié de manière posthume en 2010.

## Synopsis
Vers la fin des années 1980, Udo Berger est un jeune Allemand de vingt-cinq ans grand amateur du jeu de guerre Le Troisième Reich (un authentique jeu de plateau sorti en 1974 chez Avalon Hill sous le titre original Rise and Decline of the Third Reich (en)) dont il est le champion national des tournois en Allemagne.
Le récit est la chronique de quatre mois de la vie d'Udo et prend la forme de son journal intime. Il débute quand Udo passe ses vacances d'août avec sa récente fiancée Ingeborg dans un petit hôtel d'une station balnéaire d'Espagne, sur la Costa Brava. Ce journal doit l'aider à améliorer son écriture, car Udo est également censé préparer pour la rentrée un article sur une nouvelle stratégie permettant de faire gagner l'Allemagne au Troisième Reich.
Udo et Ingeborg y font la connaissance d'un autre couple d'Allemands, Charly (surnom de Karl) et sa compagne Hanna. Les deux couples fréquentent aussi deux locaux interlopes, surnommés le Loup et l'Agneau, et un mystérieux loueur de pédalos sud-américain, surnommé le Brûlé en raison des cicatrices qui le défigurent.
La vie quotidienne dans la station balnéaire et le jeu de guerre auquel s'adonne Udo contre le Brûlé, s'entrelacent de plus en plus intimement au fil du roman.